# قصه‌های ممنوعه… دربارهٔ برهنگی
قصه‌های ممنوعه… دربارهٔ برهنگی (ایتالیایی: Racconti proibiti... di niente vestiti) یک فیلم کمدی ایتالیایی به کارگردانی برونلو روندی است که در سال ۱۹۷۲ منتشر شد.

## گزیدهٔ بازیگران
- تینا اَمون
- ژانت اوگرن
- باربارا بوشه
- روسانو براتسی
- ماگلی نوئل
- کارین شوبرت
- سیلویا مونتی
- انتسو چروزیکو
- لئوپولدو تریئسته
- ونانتینو ونانتینی
- مونیکا اشتریبل
- ماریو کاروتنوتو
- رناتو مالاواسی
- دیدی پرگو
- پائولا کوراتسی
- گیگو مازینو
- ماریسا تراورسی